# ليتزي
ليتزي دومينيغز (بالإسبانية: Litzy)‏ ممثلة ومغنية مكسيكية شهيرة من مواليد ميكسيكو سيتي في 27 أكتوبر 1982 شاركت في عدة أفلام ومسلسلات متميزة من اشهرها مسلسل دانييلا في العام 2002 ومسلسل اين ابي سنة 2005 ومسلسل حياتي أو خادمة في مانهاتن(una maid en manhaten) حيت قامت بتمتيل دور ماريسا لوخان.

## روابط خارجية
- ليتزي على موقع IMDb (الإنجليزية)
- ليتزي على موقع ألو سيني (الفرنسية)
- ليتزي على موقع ميوزك برينز (الإنجليزية)
- ليتزي على موقع ديسكوغز (الإنجليزية)
- ليتزي على موقع قاعدة بيانات الفيلم (الإنجليزية)
- ليتزي على موقع كينوبويسك (الروسية)